# Argelos, Landes
Argelos är en kommun i departementet Landes i regionen Nouvelle-Aquitaine i sydvästra Frankrike. Kommunen ligger i kantonen Amou som tillhör arrondissementet Dax. År 2022 hade Argelos 162 invånare.

## Befolkningsutveckling
Antalet invånare i kommunen Argelos
Referens:INSEE